# Imobilizações do caratê
Katame waza (em japonês:  固め技) são técnicas de imobilização (controlo) do oponente. Isto é, diferente das ate waza, ou técnicas contundentes, que visam provocar um ferimento, ou mágoa numa parte do corpo, por meio de pancadas, chutes ou socos, nas katame waza o desiderato é forçar determinada articulação ou terminação nervosa e, com isso, incapacitar o adversário de se mover ou desferir um contragolpe.
No karatê moderno, que visa mais o aspecto lúdico e competitivo, não há muita ênfase neste tipo de golpe, mas alguns estilos, como é o caso do wado-ryu, cuja origem foi influenciada pela escola vetusta de yoshin-ryu, dão-lhe maior relevo. E mais relevantes se tornam as imobilizações nas linhas tradicionais porque, numa luta real, nem sempre o karateca está de pé ou de frente para o outro.
Tais técnicas somente se tornam mais visíveis quando estudadas as aplicações práticas dos katas, cujo escopo é prover uma simulação do contacto real (quando quaisquer técnicas que levem ao sucesso são importantes). E não possuem a quase sinonímia com ne waza, ou técnicas de solo, pois as imbobilizações podem ser aplicadas com o oponente de pé (tate waza). Porém, as imobilizações têm afinada com as técnicas de deslocamento de articulações, pois muitas usam de mesmos princípios.

## História
A despeito de o karatê ser, muitas vezes, considerado uma arte marcial que usa apenas de chutes e socos, em sua história foram sendo incorporados golpes de outras modalidades, como qinna, jiu-jítsu e gotende. Esta última, uma arte marcial muito similar ao jiu-jítsu, que era praticada somente pelos descendentes e agregados da família real de Oquinaua. A bem da verdade, os golpes de imobilização são pouco estudados, inclusive por alguns que detém graduação de dan, em privilégio do atemi waza e nage waza, mais apreciados em competições. Isso varia de estilo para estilo, de escola para escola.
Na evolução da arte marcial oquinauense, o que se desiderava era a sobrevivência perante uma luta (geralmente pela vida) contra um adversário armado, ou em grande vantagem, ou contra mais de um agressor.
Os mestres incluíam no currículo de sua escola, quando mantinham contacto com outros mestres, de karatê ou não, aquelas técnicas julgadas efectivas num embate real, de modo pragmático, e sempre em resposta ao ambiente da época. Assim foi que os mestres incluíam incorporaram o condicionamento corporal, para fortalecer os membros e extremidades, como forma de enfrentar um samurai com armadura, ou ainda técnicas de chutes em salto, para derrubar um cavaleiro de sua montaria, e estrangulamento, para dominar um samurai com armadura e caído, por exemplo.
A evidência de tal comportamento é atestada pelos comentários e ensinamentos dos mestres de karatê modernos. Nesta cércea, há descrições de técnicas no Bubishi. E, bem assim, o mestre Gichin Funakoshi escreveu que no karatê existem os mais variados tipos de golpes. E não foi só ele: Kenwa Mabuni também foi explicito ao comentar sobre o tema; Choki Motobu, também, pelo que ele era herdeiro do estilo motobu-ryu.
O mestre Chojun Miyagi, criador do estilo goju-ryu, em 1927, fez uma demonstração das técnicas do estilo Naha-te, e escolas descendentes, ao mestre Jigoro Kano, o criador do judô, e naquela oportunidade foram exibidas, além dos esperados golpes contundentes, técnicas de imobilização, estrangulamento, projeção etc.

## Imobilizações

### Hara gatame
Hara gatame (腹 固め) é uma imobilização efetuada usando-se a linha de cintura como ponto de apoio, para distender as extremidades dos membros.

### Ude garami
Hara garami (腕 絡み) é uma imobilização efetuada com torção da articulação do cúbito para fora.

### Kanunki gatame
Kanunki gatame (加貫 固め) é feita com os braços numa alavanca sob a articulação.

### Ashi garami
Ashi garami (足 絡み) é feita na mesma forma do chute tobi geri.

### Ashi gatame
Ashi gatame (足 固め) é feita com as pernas.

### Juji gatame
Juji gatame (十字 固め) é feita esticando a articulação do cotovelo entre as pernas.